# Isabel Rodés Quer
Isabel Rodés Quer (Reus, 31 de març de 1901 - Salou, 1980) va ser una periodista catalana.
Filla d'Antoni Rodés, un propietari de Cornudella, i d'Isabel Quer Boule, germana del diplomàtic Lluís Quer, i des de petita vinculada a la família Quer, va ser influïda pel seu avi Lluís Quer Cugat i pel seu oncle Bonaventura Sanromà que la van animar a dedicar-se a escriure. Del 1918 al 1923 col·laborava assíduament al Diario de Reus. Aquell any 1923 es va casar amb Jaume Cardoner, professor de geografia i història a l'institut de Reus i periodista. Va publicar poemes i articles a la revista reusenca Color el 1928 i el 1935 i 1936 al diari Avui. El seu marit va estar vinculat a la falange, i Isabel Rodés va col·laborar en la postguerra amb institucions benèfiques reusenques, com ara les «Damas de la Cruz Roja». Del 1956 al 1958 va col·laborar al Setmanari Reus i a la Revista del Centro de Lectura. Va fer durant uns anys un programa setmanal a Ràdio Reus que es deia «Cosas amables de nuestra vida».